# Heranice miltoglypta
Heranice miltoglypta är en insektsart som beskrevs av Leon Fairmaire. Heranice miltoglypta ingår i släktet Heranice och familjen hornstritar.

## Underarter
Arten delas in i följande underarter:
- H. m. obscura
- H. m. evanescens
- H. m. nigripes